# Mossendjo
Mossendjo is een plaats in Congo-Brazzaville, in de regio Niari, wat in het zuidwesten van het land ligt. Volgens een census uit 2013 wonen in de stad 18.231 mensen.

## Infrastructuur
Mossendjo is gelegen aan de P1 en P5 en wordt hiermee verbonden aan steden als Komono en Sibiti. Ook heeft Mossendjo een eigen vliegveld (MSX), die aan de westkant van de stad ligt.

## Economie
De stad verdient voornamelijk aan de exploitatie van bossen en hout, wat al gedaan wordt van het begin van de 11e eeuw. Het kende zijn toppunt in de jaren 30 en 40 van de vorige eeuw, toen er een spoorweg werd aangelegd tussen Dolisie en Mbinda, wat ligt tegen de Gabonese grens.
Tot aan de koloniale periode verdiende de stad ook aan jagen, plukken en visvangst. In de jaren 70 en 80 van de vorige eeuw werd de stad belangrijk voor de doorvoer van mangaan.

## Religie
In de stad hebben twee christelijke stromingen de overhand: het protestantisme en het katholicisme. De eerste kerken zijn verslagen door het protestanten, die later gestreden hebben voor de eerste scholen.
Ook de lokale religies zijn nog van invloed op de dagelijks leven zoals in de meeste Afrikaanse landen. Ook het syncretisme is hier nog wijd verspreid.